# ریگدان (کنارک)
ریگدان، روستایی در دهستان جهلیان بخش مرکزی شهرستان کنارک در استان سیستان و بلوچستان ایران است.

## جمعیت
بر پایه سرشماری عمومی نفوس و مسکن در سال ۱۳۹۵، جمعیت این روستا برابر با ۳۶ نفر (۱۱ خانوار) بوده‌است.